# Редуктон
Редуктон (англ. reductone) — сильно відновнювальна хімічна сполука з кислотними властивостями, що має енедіольну структуру, стабілізовану кон'югацією та водневим зв'язком із суміжною карбонільною групою RC(OH)=C(OH)C(=O)R. Звичайно є похідним сахариду, що отримуються окисненням по атому С, який знаходиться в альфа-положенні до карбонільної функції. Наприклад, аскорбінова кислота.